# Kento Nishiya
Kento Nishiya (japanisch 西矢 健人 Nishiya Kento; * 7. November 1999 in der Präfektur Hyōgo) ist ein japanischer Fußballspieler.

## Karriere
Kento Nishiya erlernte das Fußballspielen in der Schulmannschaft der Osaka Toin High School sowie in der Universitätsmannschaft der Meiji-Universität. Seinen ersten Vertrag unterschrieb er am 1. Februar 2022 beim FC Osaka. Der Verein aus der Präfektur Osaka spielte in der vierten Liga, der Japan Football League. Am Ende der Saison 2022 wurde er mit dem Verein Vizemeister und stieg somit in die dritte Liga auf. Nach insgesamt 44 Ligaspielen wechselte er im August 2023 für den Rest der Saison auf Leihbasis zum Zweitligisten Fujieda MYFC. Für den Verein aus Fujieda bestritt er 2023 zwölf Zweitligaspiele. Nach der Ausleihe wurde Nishiya von Fujieda am 1. Februar 2024 fest unter Vertrag genommen. Nach 23 Ligaspielen wechselte er im Juli 2024 zum  Erstligisten Sagan Tosu. Am Ende der Saison 2024 belegte er mit Sagan Tosu den letzten Tabellenplatz und musste somit in die zweite Liga absteigen.